# Jordanofulvius
Jordanofulvius is een geslacht van wantsen uit de familie van de Miridae (Blindwantsen). Het geslacht werd voor het eerst wetenschappelijk beschreven door Carvalho in 1954.

## Soorten
Het genus bevat de volgende soorten:

- Jordanofulvius electrinus (Germar & Berendt, 1856)
- Jordanofulvius fuscus (Jordan, 1944)
- Jordanofulvius gummosus (Germar & Berendt, 1856)
- Jordanofulvius klebsi Popov & Herczek, 2003
- Jordanofulvius punctiger (Germar & Berendt, 1856)